# 타비아니 형제

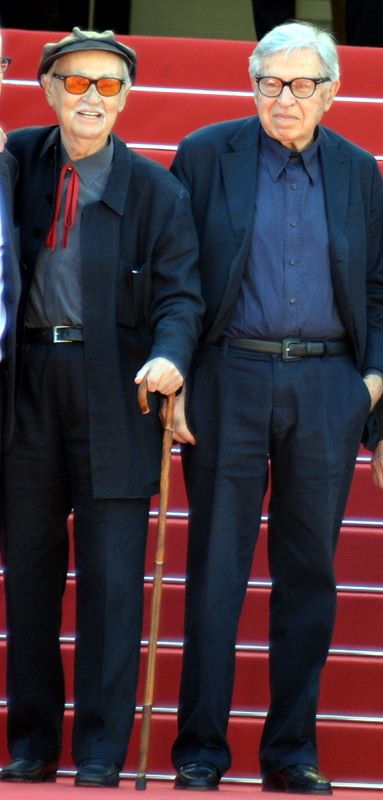
2015년, 칸 영화제에서의 타비아니 형제.

비토리오 타비아니(Vittorio Taviani, 1929년 9월 20일 ~ 2018년 4월 15일)와 파올로 타비아니(Paolo Taviani, 1931년 11월 8일 ~ 2024년 2월 29일)는 이탈리아 산미니아토에서 태어난 영화 감독이자 영화 각본가이다.
이들 형제는 항상 함께 일하며 서로 교대로 장면을 감독한다.
초기에는 기록영화 형식을 취하면서 네오리얼리즘을 추구하였으나, 후기에는 현실적인 문제를 주관적으로 다루었다.
파올로 타비아니의 아내 리나 레를리 타비아니는 이들의 많은 영화에서 의상 디자이너를 담당하기도 하였다.
칸 영화제에서 《파드레 파드로네》 (1977)로 황금종려상과 국제영화비평가연맹을 수상하였으며, 《로렌조의 밤》 (1982)으로 그랑프리를 수상하였다. 2012년에는 《시저는 죽어야 한다》로 베를린 국제 영화제에서 황금곰상을 수상하였다.

## 주요 작품
- 《파드레 파드로네》 (1977)
- 《로렌조의 밤》 (1982) La Notte di San Lorenzo
- 《피오릴레》 (1993) Fiorile
- 《종달새 농장》 (2007) La masseria delle allodole
- 《시저는 죽어야 한다》 (2012)
- 《원드러스 보카치오》 (2015) Maraviglioso Boccaccio
- 《레오노라 아디오》 (2022) Leonora addio